# مقياس التجسيد اللوني

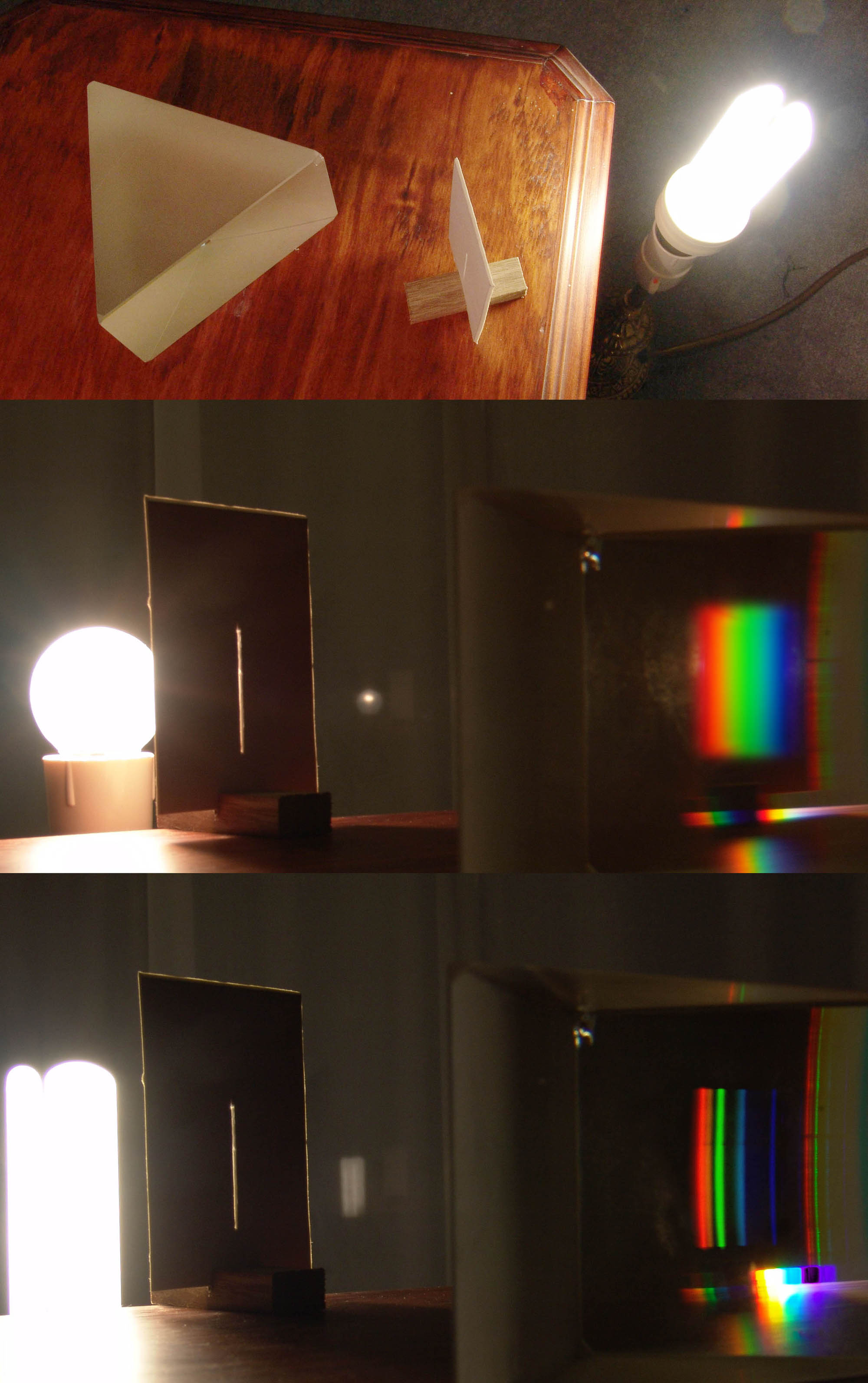
يحدد طيف الضوء المنبعث مقياس التجسيم اللوني (نقاوةالألوان) CRI للمصباح. المصباح المتوهج (الصورة الوسطى) له طيف مستمر متداخل وبالتالي فإن مصباح الفلورسنت حيث خطوط الطيف منفصلة فله ممؤشر نقاوة الألوان أعلى (الصورة السفلية). توضح الصورة العلوية طريقة إجراء التجربة من أعلى.

مقياس التجسيد اللوني  (أو دليل ترجيع اللون ) هو مقياس كمّي لتحديد مقدرة مصدر ضوئي على كشف ألوان الأجسام المختلفة بالمقارنة مع مصدر ضوئي قياسي أو معياري أو طبيعي.
تعرّفه هيئة الإضاءة الدولية على أنه: «أثر الإضاءة على مظهر اللون للأجسام بالمقارنة الواعية أو غير الواعية لمظهر اللون عند استخدام إضاءة معيارية.»
القيمة العظمى لهذا المقياس هي 100، وهي تعطى لمصدر ضوئي مطابق لضوء النهار؛ ويمكن للمصباح المتوهج أن يعطي قيماً تقارب 100؛ بالمقابل فإن لمصباح بخار الصوديوم قيمة سالبة من مقياس التجسيد اللوني.
لا يشير مقياس التجسيم اللوني CRI الخاص بمصدر الضوء إلى اللون الظاهر لمصدر الضوء ؛ يتم توفير هذه المعلومات من خلال درجة حرارة اللون المرتبطة (CCT). يتم تحديد مقياس التجسيم اللوني بواسطة طيف مصدر الضوء. المصباح المتوهج له طيف مستمر ، وللمصباح الفلوري طيف خط منفصل ؛ مما يعني أن المصباح المتوهج يحتوي على مقياس تحجيم لوني أعلى.
غالبًا ما تعطى القيمة "CRI" على منتجات الإضاءة المتاحة تجاريًا بشكل صحيح قيمة بالقيمة CIE Ra ، فإن "CRI" مصطلح عام ؛ و CIE Ra هو مؤشر تجسيد اللون القياسي الدولي.
عدديًا ، أعلى قيمة ممكنة لـ CIE Ra هي 100 ولن تُعطى إلا لمصدر يتطابق طيفه مع طيف ضوء النهار ، قريب جدًا من طيف أشعة جسم أسود (المصابيح المتوهجة هي فعليًا أجسام سوداء) ، وتنخفض إلى قيم سلبية لـبعض مصادر الضوء. إضاءة الصوديوم منخفضة الضغط ولها CRI سالب ؛ تتراوح مصابيح الفلورسنت من حوالي 50 للأنواع الأساسية وحتى حوالي 98 لأفضل نوع متعدد الفوسفور. تحتوي مصابيح LED النموذجية ذات اللون الأبيض على CRI يبلغ 80 أو أكثر ، بينما يدعي بعض المصنّعين أن مصابيح LED التي ينتجونها أنها تحقق CRI يصل إلى 98.
تم انتقاد قدرة CIE Ra على التنبؤ بمظهر اللون لصالح المقاييس القائمة على نماذج مظهر اللون ، مثل CIECAM02 ولأجهزة محاكاة ضوء النهار ، مؤشر القياس CIE . فإن CRI ليس مؤشرًا جيدًا للاستخدام في التقييم البصري لمصادر الضوء ، خاصةً بالنسبة للمصادر التي تقل درجة حرارتها عن 5000 كلفن (K).
```
تعمل المعايير الجديدة ، مثل IES TM-30 ، على حل هذه المشكلات وبدأت في استبدال استخدام CRI بين مصممي الإضاءة المحترفين. [7] ومع ذلك ، لا يزال CRI شائعًا بين منتجات الإضاءة المنزلية.
```

| المصباح                         | اللون      | المقياس CRI |
| ------------------------------- | ---------- | ----------- |
| مصباح متوهج                     |            | إلى 100     |
| صمام ثنائي باعث للضوء           | أبيض       | 65…97       |
| صمام ثنائي عضوي باعث للضوء      | أبيض       | 80…90       |
| مصباح فلوريسنت                  | أبيض ناصع  | 85…98       |
| مصباح فلوريسنت                  | أبيض       | 70…84       |
| مصباح فلوريسنت                  | قياسي      | 50…90       |
| مصباح هاليد الفلز               |            | 60…95       |
| مصباح بخار الصوديوم مرتفع الضغط | أبيض دافئ  | 80…85       |
| مصباح بخار الصوديوم مرتفع الضغط | مصحح لونياً | 60          |
| مصباح بخار الصوديوم مرتفع الضغط | قياسي      | 18…30       |
| مصباح بخار الزئبق               |            | 45          |
| مصباح بخار الصوديوم منخفض الضغط |            | −44         |

## اقرأ أيضاً
- قياس الألوان